# 6 Second Poison
6 Second Poison è il singolo d'esordio del duo elettrorap sudafricano Locnville. Il singolo fu pubblicato il 6 gennaio 2011 con l'album Sun in My Pocket.